# Chapel Finian
Chapel Finian is (de ruïne van) een 11e-eeuwse kapel gewijd aan St. Finian, gelegen aan Luce Bay acht kilometer ten noordwesten van Port William aan de A747 in de Schotse regio Dumfries and Galloway.

## Beschrijving
Sint Finian is een Ierse heilige uit de 6e eeuw. Deze kapel die aan hem gewijd is, is vermoedelijk gesticht door pelgrims op weg naar de schrijn van St. Ninian in Whithorn.
De kapel is gebouwd in Ierse stijl en bestaat uit een enkele rechthoekige ruimte van 6,7 bij 4,1 meter met een ingang aan de zuidzijde. Het gebouwd is gemetseld van grote, grove blokken. Aan de oostzijde heeft vermoedelijk een stenen bank gestaan.
Het gebied van de kapel is omringd door een muur gebouwd met de dry stone masonry techniek. Dit is een kenmerk van vroege christelijke kerken. Binnen de muur bevond zich een houten huisje voor de priester, een bron en een begraafplaats.

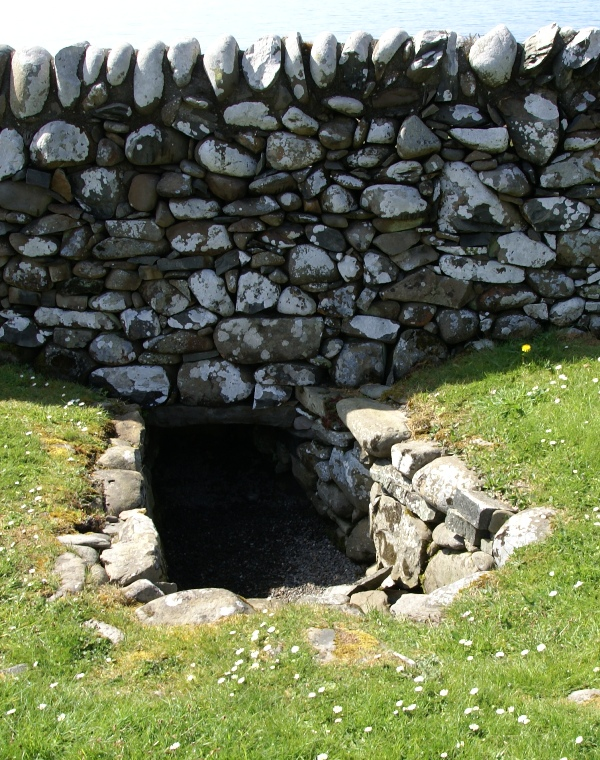
Chapel Finian: bron

## Beheer
Chapel Finian wordt beheerd door Historic Scotland, net als de nabijgelegen St Ninian's Chapel en St Ninian's Cave.